# Begonia amphioxus
Begonia amphioxus é uma espécie de Begonia.